# Hóc Môn (huyện)
Hóc Môn là một huyện cũ thuộc Thành phố Hồ Chí Minh, Việt Nam.
Nằm ở cửa ngõ của Thành phố Hồ Chí Minh, Hóc Môn có hệ thống đường quốc lộ, đường vành đai, tỉnh lộ, hương lộ khá hoàn chỉnh. Sông, kênh rạch cũng là thế mạnh về giao thông đường thủy, tất cả tạo cho huyện một vị trí thuận lợi để phát triển công nghiệp và đô thị hóa, hỗ trợ cho nội thành giảm áp lực dân cư đồng thời là vành đai cung cấp thực phẩm cho thành phố, Chợ đầu mối nông sản thực phẩm Hóc Môn là chợ thịt heo lớn nhất thành phố.
Ngoài ra huyện Hóc Môn còn sở hữu những địa điểm tham quan như di tích Ngã ba Giồng, 18 thôn vườn trầu Bà Điểm, Bảo tàng Hóc Môn... cùng nhiều di tích tôn giáo khác như: chùa Hoằng Pháp, Chơn Đức Thiền Viện, đền Phan Công Hớn...

## Địa lý
Huyện Hóc Môn nằm ở phía tây bắc Thành phố Hồ Chí Minh, có vị trí địa lý:
- Phía đông giáp thành phố Thuận An, tỉnh Bình Dương với ranh giới là sông Sài Gòn
- Phía tây giáp huyện Đức Hòa, tỉnh Long An
- Phía nam giáp Quận 12, quận Bình Tân và huyện Bình Chánh
- Phía bắc giáp huyện Củ Chi.

Huyện có diện tích 109,17 km², dân số năm 2019 là 541.243 người, mật độ dân số đạt 4.967 người/km².

## Hành chính
Huyện Hóc Môn có 12 đơn vị hành chính cấp xã trực thuộc, gồm thị trấn Hóc Môn và 11 xã: Bà Điểm, Đông Thạnh, Nhị Bình, Tân Hiệp, Tân Thới Nhì, Tân Xuân, Thới Tam Thôn, Trung Chánh, Xuân Thới Đông, Xuân Thới Sơn, Xuân Thới Thượng.

## Lịch sử
Theo sách "Gia Định thành thông chí" của Trịnh Hoài Đức, tháng 2 năm Mậu Dần (1698), chúa Nguyễn ra lệnh cho Thống suất Nguyễn Hữu Cảnh vào kinh lý phía nam và quyết định thành lập chủ Gia Định gồm huyện Phước Long và huyện Tân Bình. Thời điểm 1698, vùng đất phía Nam dân cư thưa thớt, đất đai còn hoang vu, địa danh "Hóc Môn" lúc đó chưa có tên gọi, là một vùng đất nằm trong huyện Tân Bình, thuộc phủ Gia Định.
Từ năm 1698 đến năm 1731, một số lưu dân từ miền Bắc, miền Trung do không cam chịu sự thống trị hà khắc của phong kiến triều Trịnh-Nguyễn phân tranh loạn lạc nên đã đến vùng đất này để sinh cơ, lập nghiệp; lập ra những thôn ấp và nông trại, lúc đầu hình thành 06 thôn dần dần phát triển thành 18 thôn. Đến đầu thế kỷ 19, một số thôn của Hóc Môn vẫn còn những nét hoang dã, có cọp dữ nổi tiếng như "cọp vườn trầu" và có nhiều đầm môn nước mọc um tùm, nên trong dân gian địa danh "Hóc Môn" có tên gọi từ đây (hóc hẻm có nhiều cây môn).
Năm 1802, sau khi lên ngôi, vua Gia Long đã cho cải cách lại các đơn vị hành chánh, đổi phủ Gia Định thành trấn Gia Định. Đến năm 1808, vua Gia Long lại đổi trấn Gia Định thành Gia Định Thành và nâng huyện Tân Bình lên thành phủ Tân Bình. Phủ Tân Bình có 04 huyện, trong đó có huyện Bình Dương. Lúc đó, vùng đất Hóc Môn ngày nay có tên gọi là huyện Bình Dương thuộc phủ Tân Bình của Gia Định Thành, huyện lỵ Bình Dương đóng tại làng Tân Thới Nhì (nay là vùng Trung tâm Thị trấn Hóc Môn).
Năm 1832, vua Minh Mạng đổi tên Gia Định Thành thành tỉnh Phiên An. Đến năm 1836, lại tiếp tục đổi tên tỉnh Phiên An thành tỉnh Gia Định. Năm 1841, phủ Tân Bình lại tăng thêm 1 huyện là huyện Bình Long (do một phần huyện Bình Dương tách ra). Lúc đó, vùng đất Hóc Môn ngày nay có tên gọi là huyện Bình Long thuộc phủ Tân Bình, tỉnh Gia Định.
Năm 1862, thực dân Pháp đã chia lại địa giới hành chính tỉnh Gia Định bao gồm 03 phủ, 41 tổng; huyện Bình Long thuộc phủ Tây Ninh, tỉnh Gia Định. Huyện lỵ Bình Long đóng tại làng Tân Thới Nhì (nay là vùng trung tâm thị trấn Hóc Môn).
Sau cuộc khởi nghĩa 18 thôn vườn trầu (1885), thực dân Pháp chính thức đổi tên huyện Bình Long thành quận Hóc Môn. Quận Hóc Môn giai đoạn 1885-1945 thuộc tỉnh Gia Định là một vùng đất rộng lớn bao gồm 4 tổng: Tổng Long Tuy Thượng, Tổng Long Tuy Hạ, Tổng Long Tuy Trung và Tổng Bình Thạnh Trung nằm trên địa bàn của 3 quận huyện: Hóc Môn, Củ Chi và Quận 12 ngày nay.
Trong giai đoạn kháng chiến chống Pháp (1945-1954), Hóc Môn là một trong 04 quận của tỉnh Gia Định Hóc Môn, Thủ Đức, Gò Vấp, Nhà Bè). Đến thời Việt Nam Cộng Hòa ở miền Nam (1954-1975), quận Hóc Môn tiếp tục thuộc tỉnh Gia Định. Đối với cách mạng tùy theo yêu cầu phát triển của phong trào cách mạng trong từng thời điểm, Hóc Môn có nhiều lần tách nhập, thay đổi ranh giới: từ năm 1954 đến cuối năm 1959, quận Hóc Môn bao gồm 3 quận – huyện là: Hóc Môn, Củ Chi và quận 12 ngày nay; từ năm 1960 đến năm 1961 tách ra thành 2 quận: Hóc Môn và Củ Chi; từ năm 1961 đến năm 1969, Hóc Môn và Gò Vấp sáp nhập lại thành quận Gò Môn; sau đó nhập thêm một số xã của Củ Chi thành lập phân khu Gò Môn, từ năm 1969 đến năm 1972 phân khu Gò Môn tách ra thành 4 quận nhỏ, trong đó Hóc Môn tách thành 2 quận: Đông Môn và Tây Môn; từ năm 1972 đến năm 1975: Đông Môn và Tây Môn nhập lại thành quận Hóc Môn.

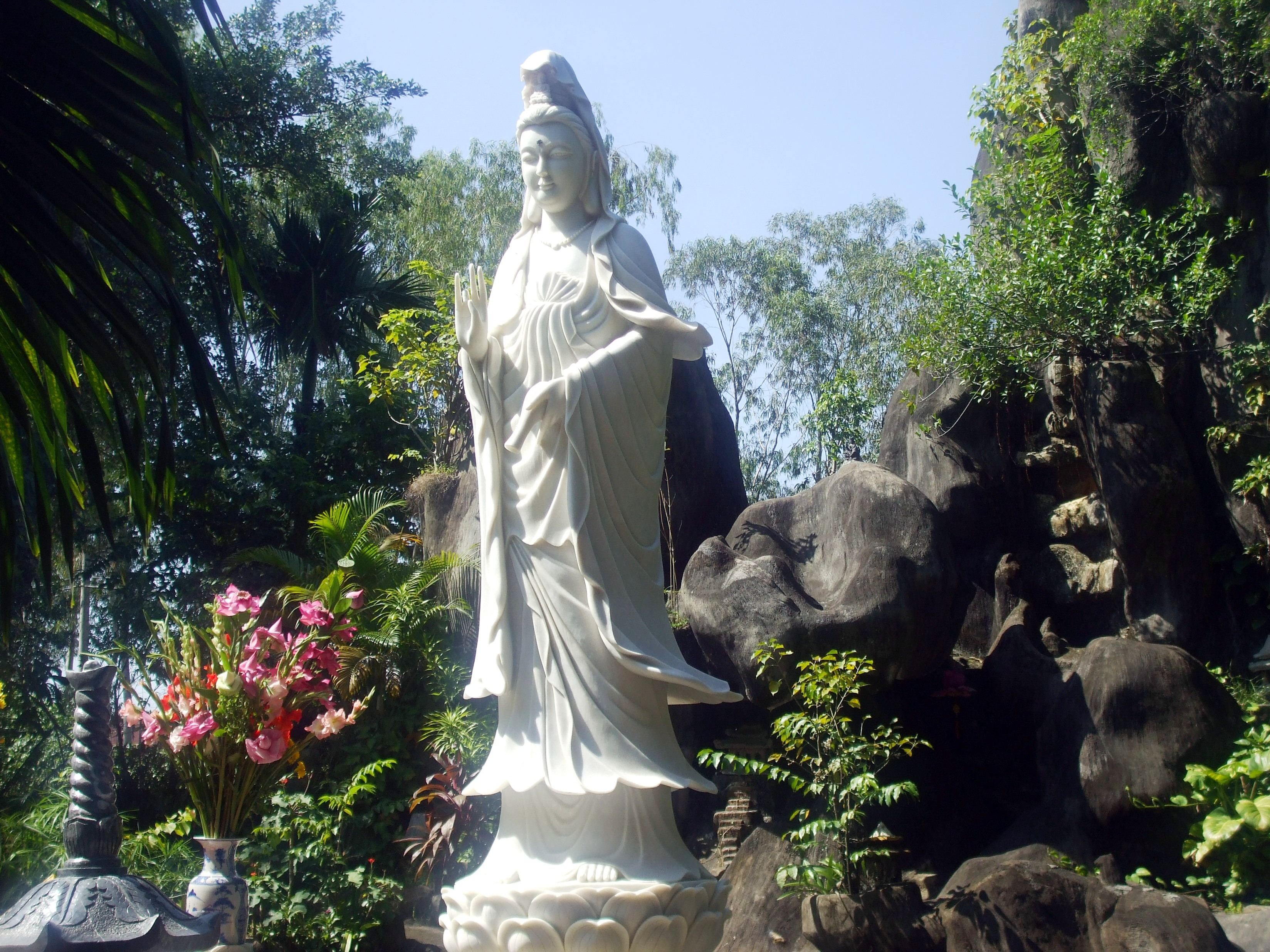
Tượng Bồ tát Quán Thế Âm trong khuôn viên chùa

Sau ngày thống nhất đất nước (30 tháng 4 năm 1975), Hóc Môn là một trong 5 huyện ngoại thành của Thành phố Hồ Chí Minh, đồng thời nhận thêm hai xã An Phú Đông và Thạnh Lộc (trước gọi là Thạnh Lộc Thôn) của quận Gò Vấp (cũ); đồng thời đổi tên xã Đông Hưng Tân thành Đông Hưng Thuận, xã Tân Thới Trung thành Tân Xuân và xã Tân Thới Nhứt đổi lại thành Tân Thới Nhất.
Như thế huyện Hóc Môn bao gồm 14 xã: An Phú Đông, Đông Hưng Thuận, Đông Thạnh, Nhị Bình, Tân Hiệp, Tân Thới Hiệp, Tân Thới Nhất, Tân Thới Nhì, Tân Xuân, Thạnh Lộc, Thới Tam Thôn, Trung Mỹ Tây, Xuân Thới Sơn và Xuân Thới Thượng.
Ngày 23 tháng 3 năm 1977, thành lập thị trấn Hóc Môn (thị trấn huyện lỵ) trên cơ sở một phần diện tích và dân số của 3 xã: Tân Thới Nhì, Thới Tam Thôn và Tân Hiệp.
Ngày 27 tháng 8 năm 1988, quyết định 136-HĐBT của Hội Đồng bộ trưởng về việc:
- Chia xã Tân Thới Nhất thành 2 xã: Tân Thới Nhất và Bà Điểm
- Thành lập xã Tân Chánh Hiệp trên cơ sở phần đất của 2 xã: Đông Hưng Thuận (một phần ấp Hàng Sao và một phần ấp Tân Hưng) và Trung Mỹ (ấp Đông và ấp Tây).

Cuối năm 1996, huyện Hóc Môn có 17 đơn vị hành chính trực thuộc, bao gồm thị trấn Hóc Môn và 16 xã: Nhị Bình, Xuân Thới Thượng, Xuân Thới Sơn, Bà Điểm, Đông Thạnh, Tân Hiệp, Thới Tam Thôn, Tân Xuân, Tân Thới Nhì, Thạnh Lộc, An Phú Đông, Tân Thới Hiệp, Đông Hưng Thuận, Tân Thới Nhất, Tân Chánh Hiệp, Trung Mỹ Tây.
Ngày 6 tháng 1 năm 1997, tách 5 xã: Thạnh Lộc, An Phú Đông, Tân Thới Hiệp, Đông Hưng Thuận, Tân Thới Nhất; 711 ha diện tích tự nhiên và 15.461 nhân khẩu của xã Tân Chánh Hiệp (phần còn lại của xã này được sáp nhập vào xã Thới Tam Thôn) và 273 ha diện tích tự nhiên với 11.332 nhân khẩu của xã Trung Mỹ Tây (phần còn lại của xã này được sáp nhập vào xã Tân Xuân) để thành lập Quận 12.
Ngày 5 tháng 11 năm 2003, Chính phủ ban hành Nghị định 130/2003/NĐ-CP về việc: 
- Thành lập xã Trung Chánh trên cơ sở 174,30 ha diện tích tự nhiên và 19.715 nhân khẩu của xã Tân Xuân.
- Thành lập xã Xuân Thới Đông trên cơ sở 308,90 ha diện tích tự nhiên và 15.877 nhân khẩu của xã Tân Xuân.

Huyện Hóc Môn có 11 xã và 1 thị trấn như hiện nay.
Hiện nay trên địa bàn huyện đã và đang hình thành một số khu đô thị mới như khu đô thị Sophia Garden, khu đô thị Xuân Thới Sơn... đều nằm ở phía nam huyện và giáp ranh với Quận 12.
Ngày 16 tháng 6 năm 2025, Ủy ban Thường vụ Quốc hội ban hành Nghị quyết số 1685/NQ-UBTVQH15 (áp dụng từ ngày 30 tháng 6 năm 2025). Theo đó, giải thể huyện Hóc Môn và sắp xếp lại các xã mới cụ thể như sau:
- Xã Hóc Môn: Gồm các xã Tân Xuân, Tân Hiệp và Thị trấn Hóc Môn.
- Xã Bà Điểm: Gồm các xã Xuân Thới Thượng, Bà Điểm và xã Trung Chánh.
- Xã Xuân Thới Sơn: Gồm các xã Xuân Thới Đông, Xuân Thới Sơn và xã Tân Thới Nhì.
- Xã Đông Thạnh: Gồm các xã Đông Thạnh, Nhị Bình và xã Thới Tam Thôn.

## Giao thông
Có quốc lộ 1A, quốc lộ 22 và đường vành đai 3 đi qua.

## Giáo dục

### Các Trường THCS
| STT | Tên trường                       | Thành lập | Địa chỉ             | Hiệu trưởng      | Ghi chú và Website                       |
| --- | -------------------------------- | --------- | ------------------- | ---------------- | ---------------------------------------- |
| 1   | Trường THCS Đông Thạnh           | 1996      | Xã Đông Thạnh       | Nguyễn Trung Sơn | https://thcsdongthanh.hcm.edu.vn/        |
| 2   | Trường THCS Tam Đông 1           |           |                     |                  | https://thcstamdong1.hcm.edu.vn/         |
| 3   | Trường THCS Nguyễn Hồng Đào      |           |                     |                  | https://thcsnguyenhongdao.hcm.edu.vn/    |
| 4   | Trường THCS Nguyễn An Khương     |           |                     |                  | https://thcsnguyenankhuong.hcm.edu.vn/   |
| 5   | Trường THCS Tân Xuân             |           | Xã Tân Xuân         |                  | https://thcstanxuan.hcm.edu.vn/          |
| 6   | Trường THCS Tô Ký                |           |                     |                  | https://thcstoky.hcm.edu.vn/             |
| 7   | Trường THCS Phan Công Hớn        |           |                     |                  | https://thcsphanconghon.hcm.edu.vn/      |
| 8   | Trường THCS Bùi Văn Thủ          |           |                     |                  | https://thcsbuivanthu.hcm.edu.vn/        |
| 9   | Trường THCS Đặng Công Bỉnh       |           |                     |                  | https://thcsdangcongbinh.hcm.edu.vn/     |
| 10  | Trường THCS Đặng Thúc Vịnh       |           |                     |                  | https://thcsdangthucvinh.hcm.edu.vn/     |
| 11  | Trường THCS Hà Huy Tập           |           |                     |                  | http://thcshahuytaphm.hcm.edu.vn/        |
| 12  | Trường THCS Xuân Thới Thượng     |           | Xã Xuân Thới Thượng |                  | https://thcsxuanthoithuong.hcm.edu.vn/   |
| 13  | Trường THCS Lý Chính Thắng 1     |           | Xã Tân Thới Nhì     |                  | https://thcslychinhthang1.hcm.edu.vn/    |
| 14  | Trường THCS Nguyễn Văn Bứa       |           |                     |                  | https://thcsnguyenvanbua.hcm.edu.vn/     |
| 15  | Trường THCS Đỗ Văn Dậy           |           |                     |                  | https://thcsdovanday.hcm.edu.vn/         |
| 16  | Trường THCS Nguyễn Thị Minh Khai |           |                     |                  | http://thcsnguyenthiminhkhai.hcm.edu.vn/ |

### Các trường THPT
| STT | Tên trường                  | Thành lập | Địa chỉ                                       | Hiệu trưởng             | Ghi chú và Website                                                                            |
| --- | --------------------------- | --------- | --------------------------------------------- | ----------------------- | --------------------------------------------------------------------------------------------- |
| 1   | Trường THPT Lý Thường Kiệt  | 1957      | Đường Trần Thị Bốc, Xã Thới Tam Thôn          | ThS. Phạm Quang Tuyến   | https://thptlythuongkiet.hcm.edu.vn/                                                          |
| 2   | Trường THPT Nguyễn Hữu Cầu  | 1960      | Số 07 Nguyễn Ảnh Thủ, Xã Trung Chánh          | ThS. Nguyễn Thị Ánh Mai | https://thptnguyenhuucau.hcm.edu.vn/                                                          |
| 3   | Trường THPT Bà Điểm         | 1998      | Số 07 Nguyễn Thị Sóc, Xã Bà Điểm              | ThS. Võ Thành Danh      | https://thptbadiem.hcm.edu.vn/                                                                |
| 4   | Trường THPT Nguyễn Hữu Tiến | 2004      | Số 9A Ấp 7, Xã Đông Thạnh                     | ThS. Mai Kim Hoàng      | http://thpt-nguyenhuutien-tphcm.edu.vn/ Lưu trữ ngày 11 tháng 11 năm 2024 tại Wayback Machine |
| 5   | Trường THPT Nguyễn Văn Cừ   | 2004      | Số 100A Nguyễn Văn Bứa, Xã Xuân Thới Thượng   | ThS. Trương Thị Tranh   | https://thptnguyenvancu.hcm.edu.vn/                                                           |
| 6   | Trường THPT Phạm Văn Sáng   | 2012      | Số 26/1C Ấp 3, Xã Xuân Thới Sơn               | Lê Thị Thanh Thuỷ       | https://thptphamvansang.hcm.edu.vn/                                                           |
| 7   | Trường THPT Hồ Thị Bi       | 2019      | Số 32 Tân Hiệp 28, Ấp Tân Thới 3, Xã Tân Hiệp | ThS. Lê Thanh Tòng      | https://thpthothibi.hcm.edu.vn/                                                               |

## Đường phố
Gồm các đường đặt tên số, và các tên chữ dưới đây:
| Ấp Dân Thắng Ấp Đình Bà Canh Bà Triệu Bùi Công Trừng Bùi Thị Lùng Bùi Văn Thủ Cao Thị Cách Dương Công Khi Dương Thị Mười Đại Hải Đặng Công Bỉnh Đặng Thúc Vịnh Đặng Thị Tám Đông Lân - Hưng Lân Đông Thạnh Đồng Tâm Đỗ Mười Đỗ Văn Dậy | Giác Đạo Hà Thị Tháng Huỳnh Tấn Chùa Huỳnh Thị Hai Huỳnh Thị Mài Huỳnh Thị Na Kênh Trung Ương Lê Đức Anh Lê Lợi Lê Quang Đạo Lê Thị Hồng Gấm Lê Thị Kim Lê Thị Hà Lê Thị Lơ Lê Thị Ri Lê Thị Sẻ Lê Thị Tam Lê Văn Khương Lê Văn Phiên | Lý Thường Kiệt Mỹ Huề Nam Lân Ngô Quyền Nguyễn Ảnh Thủ Nguyễn Thị Bảy Nguyễn Thị Be Nguyễn Thị Bốc Nguyễn Thị Búp Nguyễn Thị Đành Nguyễn Thị Điệp Nguyễn Thị Hai Nguyễn Thị Huê Nguyễn Thị Ly Nguyễn Thị Ngâu Nguyễn Thị Nghé Nguyễn Thị Nuôi Nguyễn Thị Pha Nguyễn Thị Sáng | Nguyễn Thị Sáu Nguyễn Thị Sóc Nguyễn Thị Thảnh Nguyễn Thị Thử Nguyễn Văn Bứa Nhà Vuông Phan Văn Đối Phan Văn Hớn Phạm Thị Giây Phạm Thị Hy Phạm Thị Mặn Phạm Văn Sáng Phùng Thị Chuyện Quang Trung Rạch Tư Hía Thanh Niên Thái Thị Giữ Thiên Quang Tô Ký | Trần Bình Trọng Trần Hưng Đạo Trần Khắc Chân Trần Thị Bốc Trần Thị Cát Trần Thị Hè Trần Văn Mười Trung Mỹ - Tân Xuân Trưng Nữ Vương Trịnh Thị Dối Trịnh Thị Miếng Trương Thị Như Võ Thị Đầy Võ Thị Hồi Xóm Bắp |